# Heriades discrepans
Heriades discrepans är en biart som beskrevs av Raymond Benoist 1938. Heriades discrepans ingår i släktet väggbin, och familjen buksamlarbin. Inga underarter finns listade i Catalogue of Life.